# Scaevola gaudichaudiana
Scaevola gaudichaudiana är en tvåhjärtbladig växtart som beskrevs av Adelbert von Chamisso. Scaevola gaudichaudiana ingår i släktet Scaevola och familjen Goodeniaceae. Inga underarter finns listade i Catalogue of Life.

## Bildgalleri

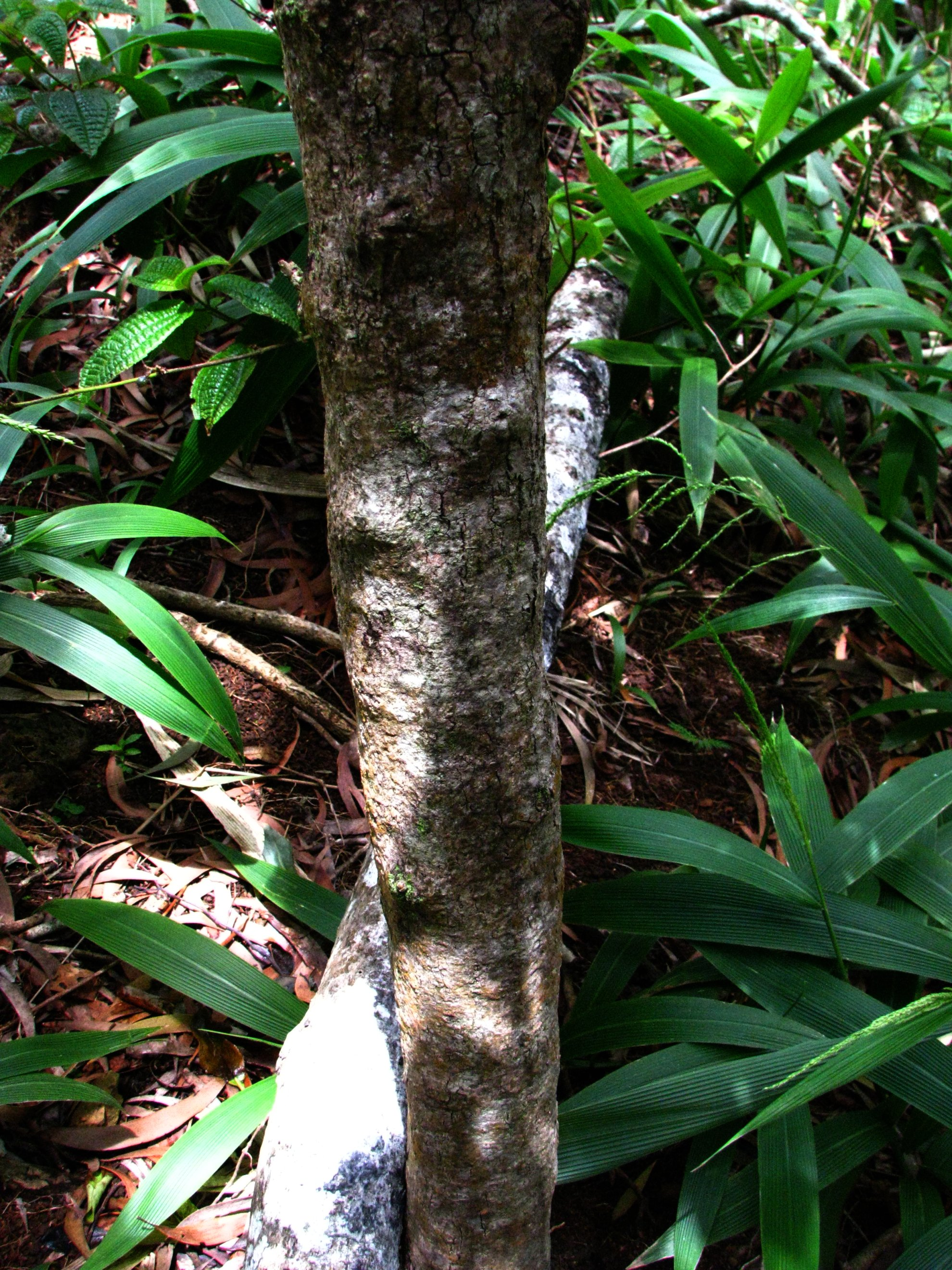
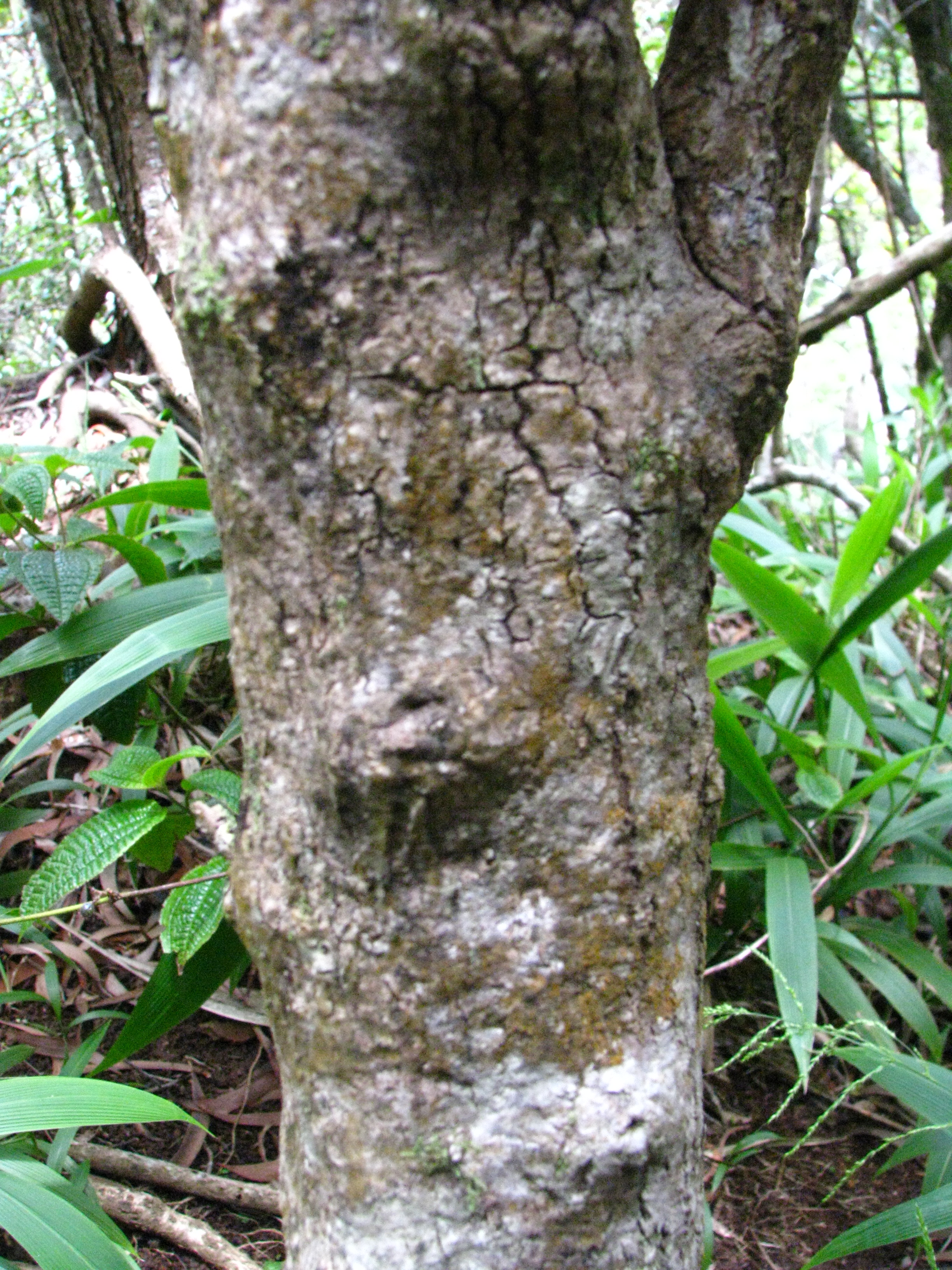
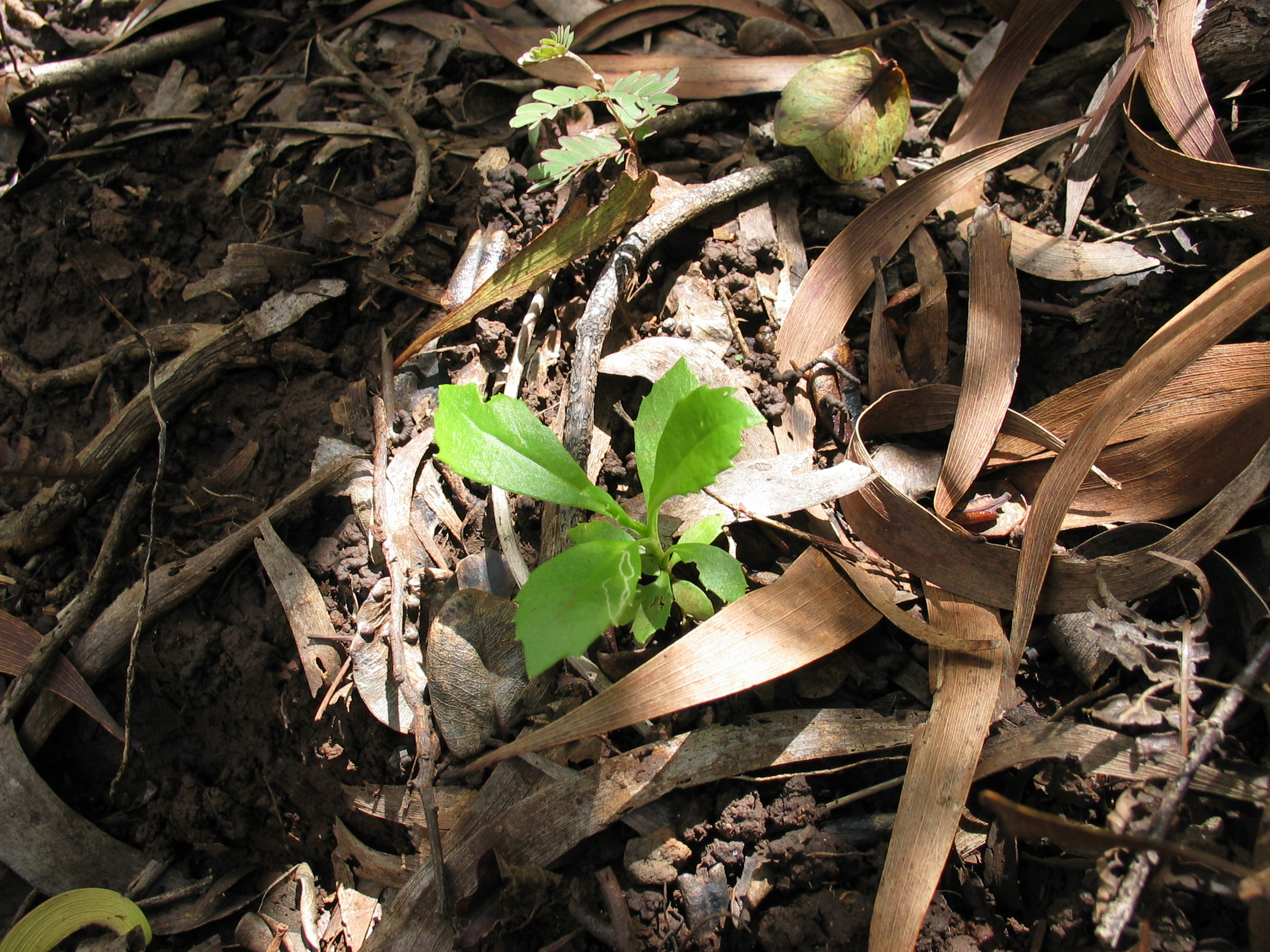
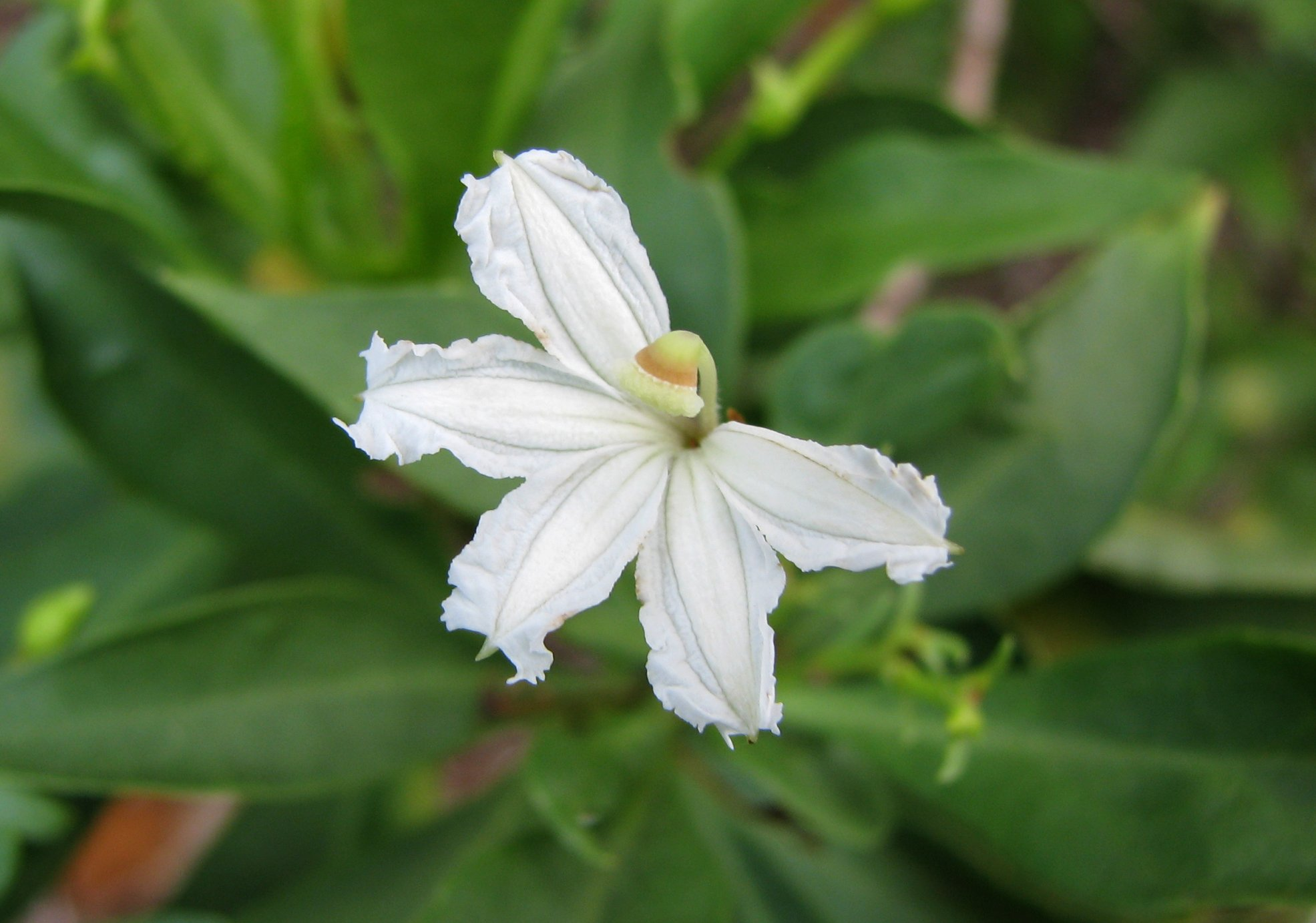
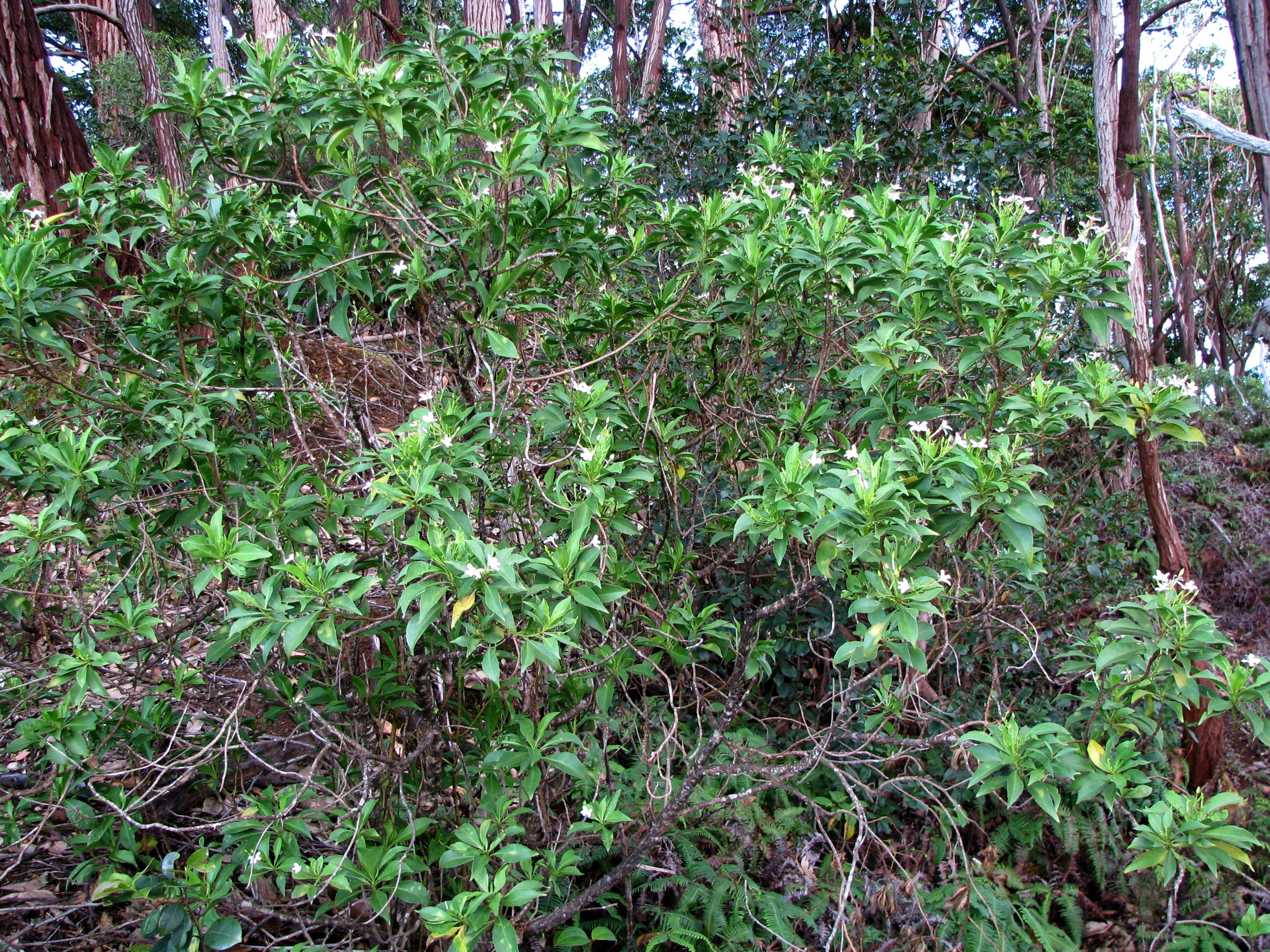
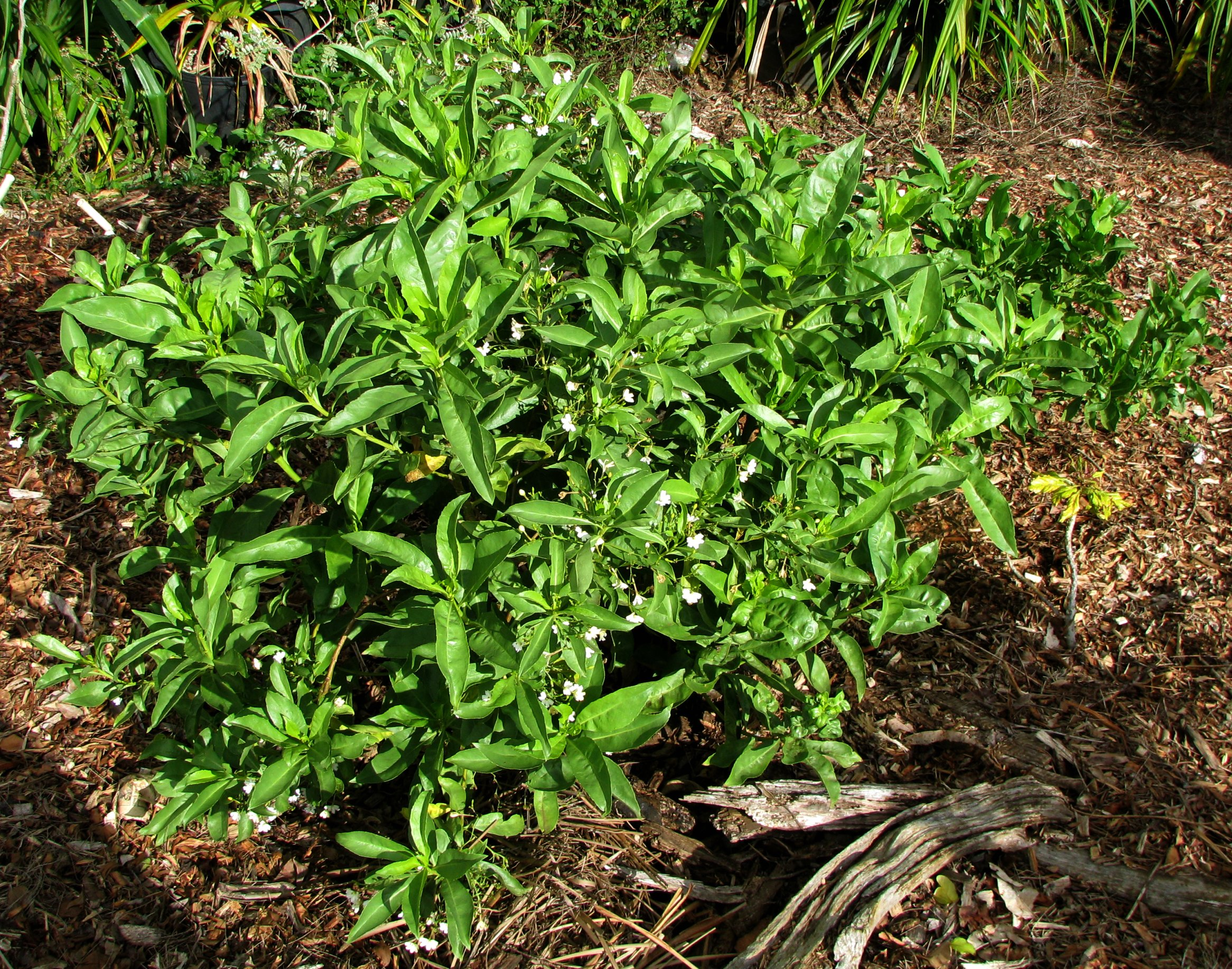